# Ingolfiellidea
De Ingolfiellidea is een kleine suborde van de orde Ingolfiellida.

## Taxonomie
Deze onderorde bestaat slechts uit twee families:
- Familie Ingolfiellidae
  - Genus Ingolfiella
  - Genus Paraleleupia
  - Genus Proleleupia
  - Genus Stygobarnardia
  - Genus Trogloleleupia
- Familie Metaingolfiellidae
  - Genus Metaingolfiella